# Восьмигранный минарет
Восьмигранный минарет — историко-архитектурный памятник, минарет, построенный в 1880-х годах. Расположен в городе Шеки, Азербайджан.
После советской оккупации здание мечети было разрушено, но ее минарет остался нетронутым.
После восстановления независимости Азербайджана восьмигранная минарет была включена в список недвижимых памятников истории и культуры местного значения постановлением Кабинета Министров Азербайджанской Республики №132 от 2 августа 2001 года.

## История
Восьмигранный минарет расположен в квартале Юхары Баш города Шеки, на улице Абдуррахим бека Хагвердиева. Считается, что этот минарет когда-то принадлежал Джума-мечети, расположенной на этом месте. Надпись на минарете указывает, что она была построена в 1880-х годах. Надгробный камень рядом с минаретом гласит, что здесь был похоронен ученый Мустафа Эфенди. Сам минарет сделан из красного кирпича, а фундамент снесенного здания мечети сделан из речного камня. Кирпичные края минарета украшены рельефными ромбами.
После советской оккупации Азербайджана они официально начали борьбу с религией в 1928 году. В декабре того же года Центральный Комитет Коммунистической партии Азербайджана передал многие мечети, церкви и синагоги на баланс клубов для использования их в просветительских целях. Если в 1917 году в Азербайджане было около 3000 мечетей, то к 1927 году их число сократилось до 1700, в 1928 году — до 1369, а в 1933 году — до 17. Хотя мечеть в этом районе была разрушена в этот период, восьмигранный минарет сохранился, поскольку был построен отдельно от здания мечети. В настоящее время от здания мечети сохранился только фундамент.
После восстановления независимости Азербайджана восьмигранная минарет была включена в список недвижимых памятников истории и культуры местного значения постановлением Кабинета Министров Азербайджанской Республики №132 от 2 августа 2001 года.